# Nazário
Nazário este un oraș în Goiás (GO),din Brazilia.